# Sea of Thieves
Sea of Thieves ist ein Computerspiel, welches vom britischen Spieleentwickler Rare entwickelt und von Xbox Game Studios veröffentlicht wurde. Das Open-World-Action-Adventure ist im März 2018 für Microsoft Windows und Xbox One erschienen, eine für die Xbox Series optimierte Version wurde im November 2020 veröffentlicht, die PlayStation-5-Version erschien am 30. April 2024.

## Handlung
Der Spieler übernimmt die Rolle eines Piraten, der für verschiedene in der Karibik ansässige Handelsgesellschaften Aufträge übernimmt und dabei das Ziel verfolgt, eine Piratenlegende zu werden.

## Spielprinzip und Technik

### Allgemeines und Spielwelt
Sea of Thieves ist ein kooperatives Mehrspieler-Action-Adventure (MMO), welches sich thematisch mit Piraten auseinandersetzt und in der Egoperspektive gespielt wird. Im Spiel ist ein Crossplay zwischen Microsoft Windows, Xbox One und Xbox Series möglich. Spieler können eine offene Welt mit einem Piratenschiff erkunden und dabei verschiedene Team-Rollen einer Crew annehmen. Dabei können sie Quests absolvieren, Gegenstände sammeln und sich in Gefechten mit anderen Spielern messen (Player versus Player). Das Spiel selbst ist durch Cel Shading in einer Comicgrafik gehalten und hat eine Physik-Engine, die es einem auch ermöglicht Stunts durchzuführen. Die Nicht-Spieler-Charaktere im Spiel gehören unter anderem unterschiedlichen Händlerallianzen oder dem Seelenorden an und verfolgen verschiedene Ziele. Ein dynamisches Matchmaking soll dafür sorgen, dass Spieler nicht genau wissen, was sie in der Spielwelt erwartet, und dass immer genug Gegenspieler vorhanden sind. Zwar soll es in dem Spiel keine Lootboxen geben, allerdings sollen sich optische Änderungen und Haustiere über Micro Transactions erwerben lassen. Seit dem 22. Juni 2021 hat Rare eine Kooperation mit Disney. Mit dem neu hinzugekommenen „A-Pirate's-Life“-Story-Modus hilft man dem Kapitän Jack Sparrow bei fünf Missionen. 2023 ging Rare eine erneute Kooperation mit Disney ein. Unter dem Titel The Legend of Monkey Island wurde im Juli 2023 ein weiterer Story-Modus mit drei Teilen veröffentlicht, der in enger Zusammenarbeit mit der Disney-Firma Lucasfilm Games, dem Entwickler der Monkey Island-Computerspielreihe, entwickelt wurden. Mit dem „Season 10 Update“, veröffentlicht am 19. Oktober 2023, führte Rare eine neue Möglichkeit zum Zusammenspielen mit anderen Spielern ein: Bis zu 24 Spieler können gemeinsam in einer Gilde zusammenarbeiten, um mehr Schätze zu sammeln und ihren Ruf zu erhöhen. Ebenso haben Spieler innerhalb einer Gilde die Möglichkeit, sich ihre Schiffe untereinander bereitzustellen, damit sie auch dann segeln können, wenn der eigentliche Besitzer des Schiffs offline ist.

### Quest-System und Fraktionen
In den Außenposten konnte man sich gegen Goldstücke Aufträge einholen. Diese Funktion wurde mit Beginn der "Season 11" im Januar 2024 verändert. Nun lässt sich jeder beliebige Auftrag ohne Kosten vom Missionstisch auf dem Schiff starten. Die Missionen werden durch Fortschritt bei den jeweiligen Fraktionen freigeschaltet und bergen mit zunehmender Schwierigkeit bessere Belohnungen. Die Missionen lassen sich durch Abstimmung nach Mehrheitsentscheidung starten. Daraufhin erhält man Schatzkarten, Kopfgeldplakate oder Briefe, die Rätsel enthalten und darauf hindeuten, wo das nächste Ziel versteckt ist. Eine klassische durchgehende Handlung ist dabei aber nicht vorhanden. Stattdessen werden viele kleine Piratengeschichten erzählt, welche aus mehreren Einzelaufgaben bestehen. Auf den Inseln selbst findet man unterschiedliche Orte und entdeckt Wandmalereien, Flaggen, Lagerfeuer, Statuen oder angespültes Treibgut. Insgesamt gibt es zurzeit folgende 7 Fraktionen:
- Goldsammler, welche Schatzkarten oder Rätsel erhalten, um Schätze zu finden.
- Seelenorden, welche magisch begabte und mystische Hexenwesen sind, die nach Skelett-Schädeln suchen. Sie arbeiten mit dem Goldhoarder zusammen, indem sie Informationen aus den Schätzen mit der Magie extrahieren, während sie die Goldhoarder für sich suchen und graben lassen. Bei den Kopfgeldaufträgen müssen Skelett-Köpfe durch das Besiegen ebenjener besorgt werden. Bei den Skeletten kann es sich um simple Crews mit deren Kapitänen handeln oder auch um sogenannte Skelett-Lords, die einen wesentlich längeren Kampf und zusätzliche Schätze bieten. Weiterhin sind Aufträge verfügbar, die den Kampf gegen eine Flotte aus Geisterschiffen zum Ziel haben.
- Handelsbund, die mit Waren beliefert werden wollen. Dies sind zum Beispiel Tiere, die sich auf den Inseln finden lassen und unterschiedlich schwer einzufangen und zu transportieren sind. Es gibt auch Aufträge, die das Ziel haben, ein versunkenes Schiff mittels Hinweisen wiederzufinden und dessen Ladung zu bergen. Zudem können einfache Lieferungen von A nach B unternommen oder Güter zwischen den jeweiligen Außenposten mit Profit verkauft werden.
- Schnitterknochen, welche den Piraten auf die Jagd anderer Seeräuber schicken.
- Der Ruf des Jägers, welcher für Fisch und Fleisch entlohnt.
- Die Säbelrassler, welche nur im Arenamodus zu finden waren. Diese verlangten von den Spielern, sich in eine Arena zu stürzen und gegenseitig umzubringen und zu versenken. Der Arenamodus wurde im März 2022 entfernt.[16]
- Zudem gibt es noch Hochseefestungen von Skeletten, welche eine Art Raid im Spiel darstellen.[17][18]
- Athenes Segen, wo der Piratenlord die Piratenlegenden auf Legendäre Missionen schickt.

Mit Ausnahme des Rufs des Jägers ist es den Spielern möglich, als Botschafter für eine der Fraktionen zu segeln. Sobald die jeweilige Flagge gehisst wurde, steigt die Crew mit dem Abschließen bestimmter Tätigkeiten, z. B. dem erstmaligen Aufheben eines Schatzes oder mit Fortschritt einer aktivierten Mission im Botschafterrang auf. Dieser gewährt je nach Rang bei gehisster Flagge einen Goldbonus bis zu 150 % auf jeden Schatz, der dieser Fraktion überreicht wird. Zudem wird damit das Aufsteigen innerhalb der Fraktion erleichtert. Jedoch ist der Botschafterstatus mit einem gewissen Risiko verbunden, da andere Crews, allen voran die Botschafter der Schnitterknochen, die Flagge durch Versenken des Schiffes stehlen können und diese gewinnbringend an den Repräsentanten der Schnitterknochen auf jedem Außenposten verkaufen können. Alternativ können Botschafter von Athenes Segen die Flagge einer Schnitterknochencrew dem Mysteriösen Fremden überreichen, der sich in jeder Taverne aufhält. Dies spielt vor allem eine Rolle im Zusammenhang mit den PVP-Fraktionen, den Hütern der Flamme und den Wächtern des Glücks, welche den jeweiligen Fraktionen untergehören. Den PVP-Fraktionen kann über ein Stundenglas auf dem Missionstisch an Bord beigetreten werden und von dort aus kann auch die Suche nach feindlichen Schiffen gestartet werden. Der Kampf endet durch Sinken eines der kämpfenden Schiffe. Das Verlassen der PVP-Fraktion ist nur bei den Repräsentanten der jeweiligen Fraktion möglich, weshalb auch nach dem Kampf die Beute nicht vor weiteren Spielern sicher ist.

## Produktionsnotizen
Als Spiel-Engine wurde Unreal 4 verwendet. Erstmals angekündigt wurde das Spiel im Juni 2015 auf der Electronic Entertainment Expo (E3). Erstes Gameplay wurde ein Jahr später, auf der E3 2016 gezeigt. Ursprünglich sollte das Spiel Ende 2017 für Microsoft Windows und Xbox One erscheinen, dies wurde aber auf den 20. März 2018 verschoben. Auf der Xbox-One-Version des Spiels ist das Spiel Teil der Spiele-Flatrate Xbox Game Pass. Zudem soll zu dem Spiel Zubehör wie eine externe Festplatte oder ein Controller mit speziellem Design erscheinen.
Zuvor konnte das Spiel aber bereits in der Alpha und Beta-Version gespielt werden. Die Alpha-Version startete im November 2016 und bot ausgewählten Spieler bereits eine Entwicklerversion des Spiels zu spielen. Die Closed Beta startete am 24. Januar 2018 und lief bis zum 28. Januar 2018. Am 26. Januar wurde allerdings eine Verlängerung auf den 31. Januar bekannt gegeben. Insgesamt nahmen über 332.000 Spieler teil. Eine zweite Closed Beta, für alle Teilnehmer der vorherigen, lief vom 16. Februar bis zum 18. Februar 2018. Eine dritte Closed Beta fand vom 23. Februar bis zum 25. Februar statt, eine vierte vom 2. März bis zum 4. März 2018.

## Rezeption
Sea of Thieves erhielt gemischte Bewertungen. Die Rezensionsdatenbank Metacritic aggregiert 31 Rezensionen der PC-Version zu einem Mittelwert von 67 und 71 Rezensionen der Xbox-Version zu einem Mittelwert von 69.
Golem.de meint, dass auf den ersten Blick das Spiel mit seiner Cartoon-Grafik fast wie ein World of Warcraft für Freibeuter wirke, dann aber doch ein eigenes Konzept verfolge. Zudem sei das Teamplay, die Rollenverteilung und der Zusammenhalt in dem Spiel sehr wichtig. Daher wird die Nutzung der Sprachausgabe empfohlen. Gelobt wurde außerdem das Suchen nach Schätzen und die Musik sowie die detailreiche Grafik und Physik im Spiel. Auch die PC Games lobt den Comicstil, hinterfragt aber auch, ob das Spiel genug Langzeitmotivation biete. Die GameStar kritisiert außerdem, dass man für das Spiel immer online sein müsse und das ein „Mangel-Management“ sei, da vier Spieler nicht ausreichten, um alles zu koordinieren. Vom deutschsprachigen Onlinemagazin 4Players kritisiert wird vor allem der Mangel an spielerischen Inhalten und Konzepten, sowie das bei Launch unfertige Spiel selbst.